# بنزازيبين
البنزازيبينات (بالإنجليزية: Benzazepines)‏ هي مركبات كيميائية حلقية غير متجانسة تتكون من حلقة بنزين وحلقة أزيبين.
من أمثلتها بينازيبريل وفينولدوبام ولوركاسيرين وفارينيكلين.